# Rexismus

Flagge der Rexisten

Als Rexisten bezeichnet man vor allem in Belgien die Anhänger der wallonischen faschistischen Bewegung Rex (von lateinisch Christus Rex für Christus König), die während der deutschen Besatzung während des Zweiten Weltkriegs mit den Nationalsozialisten kollaborierten. Aufgrund ihrer engen Anlehnung an die Dogmatik der katholischen Kirche  wird die Bewegung von manchen Historikern dem Klerikalfaschismus zugeordnet.
Im Ersten Weltkrieg hatte die deutsche Militärverwaltung einseitig die germanischen (niederländischsprachigen) Flamen zu Lasten der romanischen (französischsprachigen) Wallonen unterstützt, um diese zur Kollaboration (oder zumindest zur Neutralität) zu bewegen. Die Flamen lebten noch bis in die Mitte des 20. Jahrhunderts in einem Staat, der nicht einmal ein Gesetzbuch in ihrer Sprache kannte. Die bis dahin unumstrittene Vorherrschaft der Wallonen wurde geschwächt. Als Reaktion entstanden 1918 die Rexisten als eine „christliche Erneuerungsbewegung“, die „natürlich gewachsene Gemeinschaften“ wie Familie, Berufsstand, Volk als Grundlage eines ständisch gegliederten autoritären Staates forderten. Sie strebten aber auch nach Gleichstellung der belgischen Nationalitäten und nach einer Diktatur in Belgien nach dem Vorbild von Dollfuß im österreichischen Ständestaat.
Ihr wichtigster Führer vor und während des Zweiten Weltkrieges war Léon Degrelle. Am Vorabend des Krieges verfügten sie über mehrere Sitze im belgischen Parlament, was den König zur Verkündung der Neutralität verleitete. Gleichzeitig gab es jedoch einen geheimen Militärpakt mit Frankreich, welcher der deutschen Führung im Detail bekannt war. Wie 1914 wurde auch 1940 die belgische Neutralität von Deutschland ignoriert. Der König kapitulierte, als die Lage durch die absehbare französische Niederlage und die Flucht der britischen Truppen über Dünkirchen aussichtslos wurde. 
Ungeachtet des flämisch-wallonischen Gegensatzes kollaborierten sowohl flämische Nationalisten als auch die Rexisten bis 1944 intensiv mit den deutschen Okkupanten. Aus wallonischer Sicht wollte man nicht ins Hintertreffen geraten gegenüber den Flamen für die Nachkriegsordnung. Die Kollaboration zeigte sich beiderseits besonders in der Teilnahme Tausender Freiwilliger am Deutsch-Sowjetischen Krieg, welcher als gemeinsamer europäischer Kampf gegen den Bolschewismus, und mit diesem verbunden auch als Beginn einer europäischen (und damit auch inner-belgischen) Einigung verstanden wurde. 
Nach dem Krieg wurde König Leopold III. 1951 für seine kapitulative und pro-rexistische Haltung zum Thronverzicht gezwungen. Tausende Rexisten wurden zum Tode oder zu langen Haftstrafen verurteilt. Die rexistische Bewegung verlor mit dem Ausgang des Zweiten Weltkrieges jegliche Bedeutung.